# Cuprate supraconducteur
Les cuprates supraconducteurs sont des supraconducteurs à haute température constitués de couches d'oxyde de cuivre (CuO2) alternant avec des couches de réservoirs de charge (CR), qui sont des oxydes d'autres métaux.

## Histoire

Chronologie des supraconducteurs. Les cuprates sont affichés sous forme de diamants bleus, le diborure de magnésium et les autres supraconducteurs BCS s'affichent sous forme de cercles verts et les supraconducteurs à base de fer sous forme de carrés jaunes. Les cuprates sont actuellement les supraconducteurs à température la plus élevée, qui conviennent aux fils et aux électroaimants supraconducteurs.

L'intérêt pour les cuprates a fortement augmenté en 1986 avec la découverte de la supraconductivité à haute température dans l'oxyde mixte de baryum, de cuivre et de lanthane (LBCO). La température critique (Tc) pour ce matériau était de 35 K, bien au-dessus du précédent record de 23 K. Des milliers de publications couvrent la supraconductivité des cuprates entre 1986 et 2001, et Bednorz et Müller ont reçu le prix Nobel de physique un an seulement après leur découverte.
À partir de 1986, de nombreux cuprates supraconducteurs ont été identifiés et peuvent être classés en trois groupes sur un diagramme de phase température critique en fonction de la teneur en trous d'oxygène et de la teneur en trous de cuivre :
- lanthane, baryum- (LB-CO), Tc = 35 K ;
- yttrium, baryum- (YB-CO), Tc = 93 K[4] ;
- à base de Bi, Tl, Hg :
  - bismuth, strontium, calcium- (BiSC-CO), Tc = 95 K,
  - thallium, baryum, calcium- (TBC-CO), Tc = 125 K[5],
  - mercure, baryum, calcium- (HgBC-CO) 1993, avec Tc = 135 K, actuellement la température critique de cuprate la plus élevée[6],[7].

## Structure

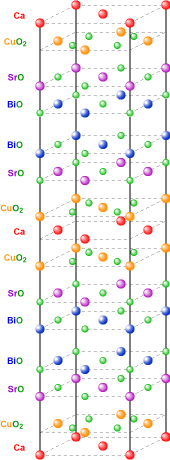
La cellule unitaire du cuprate supraconducteur à haute température BSCCO-2212.

Les cuprates supraconducteurs  contiennent généralement des oxydes de cuivre dans les états d'oxydation 3+ et 2+. Par exemple, YBa2Cu3O7 est décrit comme Y3+(Ba2+)2(Cu3+)(Cu2+)2(O2−)7.
Tous les cuprates supraconducteurs sont des matériaux en couches ayant une structure complexe décrite comme un super-réseau de couches de CuO2 supraconductrices séparées par des couches d'espacement, où la déformation entre les différentes couches et les dopants dans les espaceurs induit une hétérogénéité complexe qui, dans le scénario des super-bandes, est intrinsèque aux hautes températures de supraconductivité.

## Applications
Les supraconducteurs BSCCO ont déjà des applications à grande échelle. Par exemple, des dizaines de kilomètres de câbles supraconducteurs BSCCO-2223 à 77 K sont utilisés dans les conducteurs du Grand collisionneur de hadrons du CERN (mais les bobines de champ principal utilisent des supraconducteurs métalliques à plus basse température, principalement à base de niobium – étain).